# Ushi-oni

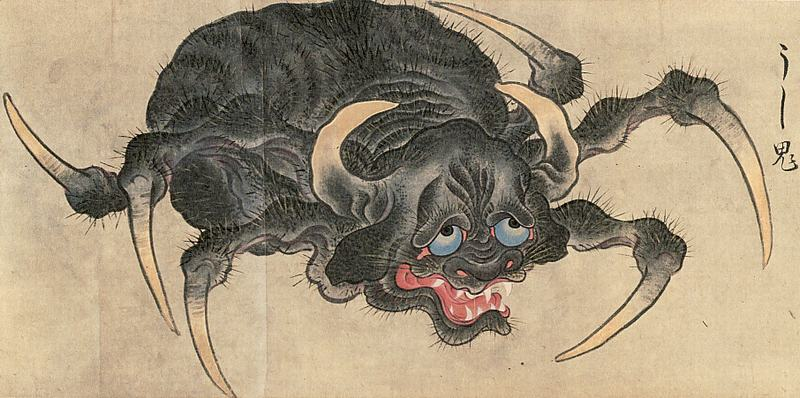
Illustration d'un ushi-oni par Sawaki Sūshi, tiré du Hyakkai zukan (1737).

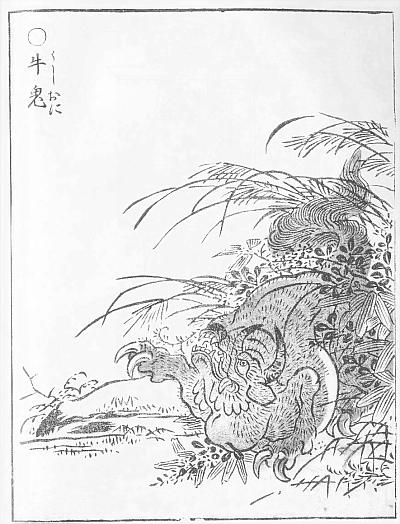
Illustration d'un ushi-oni par Toriyama Sekien (1781).

Un ushi-oni (牛鬼, ushioni, littéralement « démon vache ») est un yōkai du folklore japonais aussi appelé gyūki. Il apparaît le plus souvent en bord de mer, où il attaque les gens qui s'y trouvent.

## Caractéristiques
Ses caractéristiques varient selon les lieux et les traditions : un corps d'araignée, d'oni, de fauve, avec une tête de bœuf, un corps de bœuf et une tête de singe démoniaque avec trois griffes à chaque patte, etc. Dans la ville d'Izumo, il est doté de cornes de bœuf et d'un corps de crabe, il habite au fond de la mer au pied des falaises. Dans la province d'Ise, il peut prendre la forme d'un homme mais son reflet dans l'eau reste inchangé. Il est également présent dans les provinces d'Awa, de Sanuki, de Bizen ou encore d'Edo.
De façon générale, il est très féroce, il aime tuer les gens pour ensuite les manger, il peut également dévorer l'ombre des hommes qui en meurent. Il agit parfois avec la complicité de Nureonna ou d'Isoonna.

## Légendes locales

### Préfecture de Mie
Il est dit qu'autrefois un ushi-oni vivait dans la Préfecture de Mie, dans les grottes de Gokasho-ura, près de la ville de Minamiise. Le seigneur du château de Gokasho, Aisu Shigeaki, le tua avec son arc, mais la seishitsu (l'épouse du seigneur) contracta une maladie incurable à cause de la malédiction du yokai. Shigeaki délaissa son épouse et tomba amoureux d'une jeune shirabyōshi (danseuse) qui venait de la capitale. Les relations entre le clan Aisu et les parents de l'épouse délaissée se dégradèrent alors, ce qui provoqua finalement la ruine des Aisu.

### Préfecture de Wakayama
La mouille de l'ushi-oni dans le district de Nishimuro est reliée à la mer par le fond, et quand l'eau devient trouble, les gens disent que "l'ushi-oni est là". Le seul fait de rencontrer un ushi-oni peut rendre malade. Il est toutefois possible de sauver sa vie en récitant des séries d'inversions telles que "les roches flottent, les feuilles coulent, les boeufs hennissent, les chevaux mugissent". L'ushi-oni de cet endroit a un corps de chat élastique comme une balle rebondissante et une queue longue d'au moins 1 shaku (environ 3,3 m)  et ne fait aucun bruit quand il marche.
On dit qu'un ushi-oni vit dans le bassin de la chute d'eau de la rivière Uedo (上戸川). Ceux dont l'ombre a été touchée par l'ushi-oni attrapent une forte fièvre et meurt en quelques jours, à moins d'apporter à l'ushi-oni de l'alcool tous les ans au Nouvel an.
Les contes de yokai de la rivière Mio contiennent une histoire très différentes des autres légendes sur les ushi-oni. Cette histoire met en scène un ushi-oni capable de prendre forme humaine et qui décide d'aider un humain. Un jeune homme partage son bento avec une femme affamée, qui n'est autre que l'ushi-oni métamorphe de la rivière. Deux mois plus tard le jeune homme est emporté par une inondation et l'ushi-oni le sauve. Mais un ushi-oni qui sauve un humain doit mourir à sa place, si bien qu'après avoir sauvé le jeune homme l'ushi-oni commence à saigner, puis son corps fond et disparaît.
Une autre légende de cette préfecture décrit les ushi-oni comme des créatures des montagnes. Si un voyageur ou un randonneur croise le regard d'un ushi-oni il ne peut détourner les yeux et son âme ou son énergie vitale est aspirée par la créature jusqu'à ce que mort s'ensuive. On appelle cela "Kage wo kuu (影を食う)" ou parfois "Kage wo nomu (影を飲む)", ce qui veut dire "manger l'ombre" ou "boire l'âme".

### Préfecture d'Okayama
Dans les légendes de la ville d'Ushimado (maintenant Setouchi) il est dit que lorsque l'impératrice Jingū partit envahir les Trois royaumes de Corée elle fut attaquée par un monstre rouge nommé Chinriki, qui avait huit têtes. Elle le tua d'une flèche et la tête, le torse et la queue de la créature se séparèrent et devinrent les îles d'Ushimado, Kishima, Maejima et Aojima. Alors que l'impératrice revenait de Silla, Chinriki, qui ne pouvait reposer en paix, se transforma en ushi-oni et l'attaqua à nouveau. Sumiyoshi myojin (un des dieux de la pêche et de la navigation) attrapa l'ushi-oni par les cornes et le jeta au loin. Le corps de l'ushi-oni se sépara en plusieurs morceaux qui devinrent les îles de Kuroshima, Naka no Kojima et Hashi no Kojima.
Une autre légende raconte que pendant l'ère Kan'ei, une villageoise de 20 ans eut un enfant avec un soi-disant officier gouvernemental. Mais l'enfant naquit avec de longs crocs, une queue et des cornes. Sa famille le tua en l'embrochant.

### Région de San'in
Sur la côte de la région de San'in on dit que l'ushi-oni sort de la mer en compagnie de la nure-onna et de l'iso-onna. Plusieurs légendes parlent d'une femme qui arrête un passant pour lui demander de porter son bébé. Mais quand le passant prend l'enfant dans ses bras, celui-ci devient aussi lourd qu'une grosse pierre, empêchant la personne de bouger. L'ushi-oni en profite alors pour essayer de tuer et dévorer le malheureux. L'ushi-oni serait lui-même capable de se transformer en femme pour s'approcher des gens, mais son reflet, lui, ne changerait pas, révélant ainsi sa vraie nature. Dans la région d'Iwami (à présent dans la Préfecture de Shimane), on raconte qu'un pêcheur fut approché par une femme étrange qui portait un bébé dans ses bras et qui lui demanda de tenir son bébé un moment. Mais, sitôt qu'il eut pris le bébé, la femme disparut et l'ushi-oni sortit de la mer, tandis que le bébé devint si lourd qu'il l'empêchait de fuir. Il fut sauvé par l'épée de sa famille, transmise de générations en générations, qui s'envola et tua le monstre, permettant au pêcheur d'échapper in-extremis à la mort. Certains lieux tireraient leur nom de l'ushi-oni, tels que l'île d'Ushijima à Hikari, Préfecture de Yamaguchi, appelée ainsi parce qu'un ushi-oni y serait apparu.

### Préfecture d'Ehime
La légende de l'ushi-oni d'Uwajima est l'une des légendes les plus connues parmi celles impliquant un ushi-oni. Un ushi-oni attaquait les gens et le bétail dans la région d'Uwajima. Un yamabushi de Kawabe fut engagé pour l'éliminer. Confronté à l'ushi-oni dans le village, le yamabushi souffla dans une conque et récita un mantra, faisant reculer la créature. Le yamabushi planta une épée entre les sourcils du monstre et coupa son corps en morceau. Le sang de l'ushi-oni coula à flot pendant 7 jours et 7 nuits, donnant naissance à un ruisseau et à un étang. Il existe plusieurs endroits appelés « étang de l'ushi-oni » à travers le Japon, que l'on prétend être l'endroit où la légende prit place.
Selon une autre version l'ushi-oni de la Préfecture  d'Ehime avait la face d'un dragon et le corps d'une baleine. Les ushi-oni sont d'apparence tellement variée que le spécialiste des yokai Bintarō Yamaguchi pense que le terme "ushi-oni" s'applique en fait à n'importe quel monstre de grande taille venu de la mer.
Le festival d'ushi-oni d'Uwajima (Uwajima Ushioni Matsuri) a lieu le 23 et 24 juillet au sanctuaire de Warei-jinja, situé dans le domaine d'Uwajima.

## Festivals
Les festivals locaux de la ville d'Uwajima (préfecture d'Ehime) donnent lieu a des processions de dashi (chars de parade) appelés "ushi-oni".
Au cours du Uwajima Ushioni Matsuri, qui se déroule du 22 au 24 juillet au sanctuaire Warei, a lieu une grande parade d'ushi-oni. Ils sont fabriqués par le personnel de la ville d'Uwajima et par les sociétés de préservations des ushi-oni de différentes régions. Les ushi-oni apparaissent également dans les festivals d'automne.
Le char est une structure de bambou en forme de tortue, dotée d'une tête et d'une queue. La tête est une tête d'ushi-oni sculptée au bout d'un long cou, qui peut parfois s'étendre ou se contracter. La queue a la forme d'une épée et elle est attachée au corps par une poignée en forme de queue et est mobile. Le corps est couvert de shuro (fibres de Trachycarpus) ou d'un tissu de couleur variée. Au cours de la parade l'ushi-oni, qui peut être de très grande taille, est porté par un groupe de personnes à travers les rues.

Selon un dicton "si un enfant se fait mordre la tête par un ushi-oni il deviendra intelligent", donc quand les porteurs se reposent, les adultes viennent placer la tête de leurs enfants ou petits-enfants dans la gueule de l'ushi-oni.

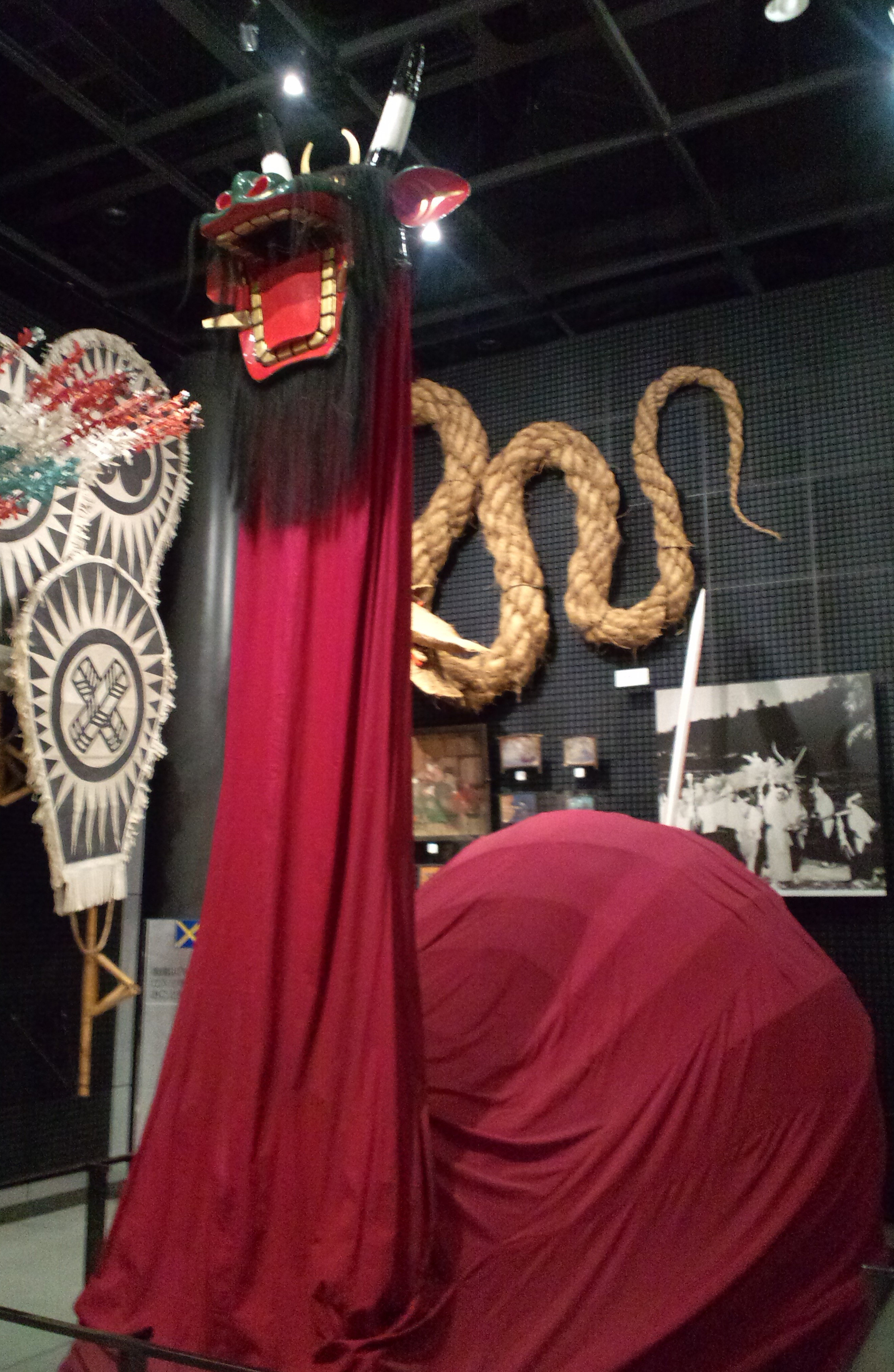
Ushi-oni (char du festival d'Uwajima) au National Museum of Ethnology d'Osaka
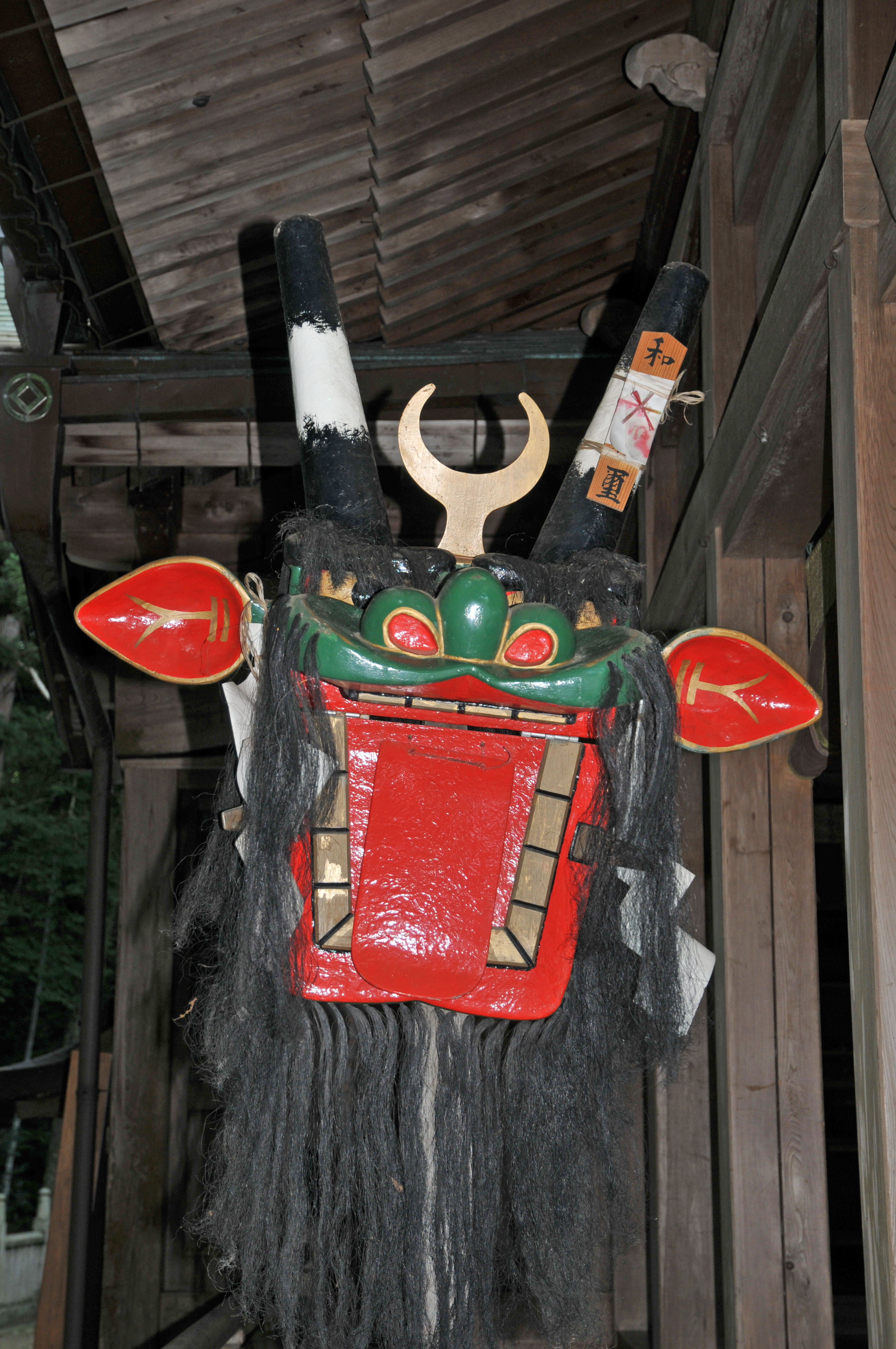
Tête d'Ushioni

## Dans la culture populaire
- Dans Yu-Gi-Oh!, il y a un monstre de type démon nommé Ushioni et une version plus proche nommée Ôushioni.
- Dans l'anime Karas, ushioni est la forme véritable du chef de la police.
- Ushioni fait une apparition dans le film japonais Gozu de Takashi Miike sorti en 2003.
- Dans le manga Nurarihyon no mago, Gyuki est l'un des plus fidèles lieutenants du clan Nura.
- Dans le manga Naruto, il s'agit du Hachibi avec une tête de bœuf et les membres inférieurs d'une pieuvre (symbolisant le nombre de queues).
- Dans le manga One Piece, Jaygarcia Saturn du conseil des cinq doyens a la capacité de se transformer en gyūki grâce à un fruit du démon.
- Dans le 17ème jeu vidéo de la série Touhou Project, le personnage de Urumi Ushizaki est inspiré du ushi-oni.